# バランタン
バランタン （Barentin）は、フランス、ノルマンディー地域圏、セーヌ＝マリティーム県のコミューン。

## 地理
バランタンは人口約12000人、面積1274ヘクタールをカバーし、パリからル・アーヴル、セーヌ川谷からディエップとを結ぶ、主要高速道の交差地点に位置している。ルーアンおよびイヴトー（コー地方の中心地）から約20km、バランタンは緑豊かな環境の一部で活気があり、コミューンを流れるオストルベルト川谷の観光が楽しめる魅力的な土地である。
バランタンには古い国道15号線が通っていたが、現在は県道6015号線（ルーアン-ル・アーヴル間）に置き換えられている。オートルート A150号線を用いれば、ルーアンの北西17kmの位置にバランタンはある。2015年3月から、高速道路はオストルベルト高架橋を経由してバランタンの南からイヴトーへ循環している。
バランタン駅があり、ルーアン-ル・アーヴル間を走るTERオート＝ノルマンディーの路線が停車する。

## 歴史
1006年から、バランタンはその経済活動で知られ、注目されていた。
バランタン領主の分枝は、中世ジャージー島の政治家を輩出した。特に、ドルエ・ド・バランタン（fr:Drouet de Barentin）という2人の人物である。
1846年、バランタン高架橋が崩落した。
中世から現代まで、風車、製紙工場、紡績工場、そして高度な技術が都市の発展の特徴となっている。

## 人口統計
| 1962年 | 1968年 | 1975年 | 1982年 | 1990年 | 1999年 | 2006年 | 2015年 |
| ------ | ------ | ------ | ------ | ------ | ------ | ------ | ------ |
| 7962   | 9790   | 10773  | 12364  | 12721  | 12836  | 12208  | 12249  |

参照元:1962年から1999年までは複数コミューンに住所登録をする者の重複分を除いたもの。それ以降は当該コミューンの人口統計によるもの。1999年までEHESS/Cassini、2006年以降INSEE

## 姉妹都市
- カスティリオーネ・デッレ・スティヴィエーレ、イタリア
- ヴァレンドルフ、ドイツ
- ピーターズフィールド、イングランド

## ゆかりの人物
- ジャック・ビュネル - カトリック司祭

## 参照
1. ↑  http://cassini.ehess.fr/cassini/fr/html/fiche.php?select_resultat=2662
2. ↑  https://www.insee.fr/fr/statistiques/3293086?geo=COM-76057
3. ↑  http://www.insee.fr